# سیکورسکی اس-۱۶
سیکورسکی اس-۱۶ (به انگلیسی: Sikorsky_S-16) یک هواگرد ملخ‌پیشین تک‌موتوره از نوع جنگنده ساخت شرکت RBVZ (Russo-Baltic Wagon Works) است. هواگرد سیکورسکی اس-۱۶ نخستین پروازش را در ۶ فوریه ۱۹۱۵ میلادی انجام داد. این هواگرد در سال ژانویه ۱۹۱۶ میلادی رسماً معرفی گردید.
طراح این هواگرد، ایگور سیکورسکی بود.